# Ryohei Wakizaka
Ryohei Wakizaka (japanisch 脇坂 崚平 Wakizaka Ryohei; * 27. Dezember 1998 in Yokohama, Präfektur Kanagawa) ist ein japanischer Fußballspieler.

## Karriere
Ryohei Wakizaka erlernte das Fußballspielen in den Jugendmannschaften vom FC Hongo und Esperanza, in der Schulmannschaft der Shonan Inst. of Technology High School sowie in der Universitätsmannschaft der Niigata University of Health & Welfare. Seinen ersten Profivertrag unterschrieb er im Januar 2022 beim YSCC Yokohama. Der Verein aus Yokohama, einer Stadt in der Präfektur Kanagawa, spielt in der dritten japanischen Liga. Sein Drittligadebüt gab Ryohei Wakizaka am 12. März 2022 (1. Spieltag) im Heimspiel gegen den FC Gifu. Hier wurde er in der 79. Minute für Shuntarō Kawabe eingewechselt. Das Spiel endete 0:0.